# Chaetocnema breviuscula
Chaetocnema breviuscula es un coleóptero de la familia Chrysomelidae. Fue descrita científicamente en 1884 por Faldermann.